# Rilly-sur-Loire
Rilly-sur-Loire település Franciaországban, Loir-et-Cher megyében. Lakosainak száma 455 fő (2022. január 1.). Rilly-sur-Loire Mosnes, Chaumont-sur-Loire, Vallières-les-Grandes és Veuzain-sur-Loire községekkel határos.

## Népesség
A település népessége az elmúlt években az alábbi módon változott:
| Lakosok száma | 354  | 297  | 321  | 437  | 462  | 470  | 474  | 476  | 474  | 455  |
|               | 1968 | 1982 | 1990 | 2006 | 2013 | 2015 | 2017 | 2019 | 2020 | 2022 |